# Mayaguana
Mayaguana ist die östlichste Insel der Bahamas und eine von nur zwei Inseln, die ihren ursprünglichen arawakischen Namen behalten haben.
Die größte Siedlung ist Abraham’s Bay an der Südküste, andere Siedlungen sind Betsy Bay im Osten und Pirate’s Well im Norden.
In Mayaguana gab es keine große wirtschaftliche Entwicklung, die Insel wurde um 1812 von Bewohnern der Turks- und Caicosinseln besiedelt. Die Bevölkerung Mayaguana betrug 259 zur Volkszählung im Jahr 2000, im Jahr 2010 betrug sie 271.
Der brasilianische Historiker Antonio Varnhagen vermutete 1824, dass Mayaguana Guanahani ist, die erste Insel, die von Christoph Columbus bei der Entdeckung Amerikas besucht wurde. Diese Theorie fand aber nur wenige Anhänger.